# Frankfort (Dakota du Sud)
Pour les articles homonymes, voir Frankfort.
Frankfort est une municipalité américaine située dans le comté de Spink, dans l'État du Dakota du Sud. Selon le recensement de 2010, elle compte 149 habitants. La municipalité s'étend sur 0,79 milles carrés (2,05 km2).
La ville, fondée en 1882, doit son nom à la ville allemande de Francfort et à l'explorateur Frankfort I. Fisher.

## Personnalité
Wilbur Thompson, champion olympique du lancer du poids en 1948, est né à Frankfort en 1921.

## Démographie
| 1890 | 1900 | 1910 | 1920 | 1930 | 1940 |
| ---- | ---- | ---- | ---- | ---- | ---- |
| 186  | 198  | 408  | 438  | 367  | 335  |

| 1950 | 1960 | 1970 | 1980 | 1990 | 2000 |
| ---- | ---- | ---- | ---- | ---- | ---- |
| 331  | 240  | 192  | 209  | 192  | 166  |

| 2010 | - | - | - | - | - |
| ---- | - | - | - | - | - |
| 149  | - | - | - | - | - |